# キヌタプロダクション
キヌタプロダクションは、かつて存在した日本の映画製作会社。

## 概要
1950年の第4次東宝争議の解決金（前払金）として日本映画演劇労働組合東宝支部に支払われた600万円のうち、200万円を資本金にして設立されたとされる。

## 第1回作品から終焉まで
初期のプロデューサーは、日本映画演劇労働組合東宝支部委員長、日本映画演劇労働組合副中央委員長を歴任した寺田昌業と映画評論などで活躍した柏倉昌美。
1951年には、第1回作品として、徳永直の書き下ろし原作・亀井文夫監督の『母なれば女なれば』をクランクインした。1952年1月17日、同作品が東映配給で公開される。
1952年、炭鉱労働者が１人33円ずつ資金を出し合って300万円の資金供与と日本炭鉱労働組合北海道地方本部の全面協力という条件で、『女ひとり大地を行く』の製作に着手。同年9月26日、同作品の長期ロケを開始。製作経費を軽減するために、長期ロケでは炭坑労働者が暮らす炭坑長屋でスタッフ・キャストが寝泊まりをした。しかし、『女ひとり大地を行く』の製作費は当初の予算を大幅に上回る2400万円に膨らんだ。
1953年2月20日、『女ひとり大地を行く』が北星映画の配給で公開されるが、興行的には振るわなかった。
1954年11月12日、伊藤武郎によって、中央映画株式会社の撮影所が設立された際に、スタッフが吸収された。